# Горњи Нерези
Горњи Нерези (мкд. Горно Нерези) су насеље у Северној Македонији, у северном делу државе.
Горњи Нерези припадају градској општини Карпош града Скопља.
Насеље је западно предграђе главног града.
У Горњим Нерезима се налази чувени Манастир светог Пантелејмона, чија је црква подигнута у 12. веку и представља један од „бисера“ византијске архитектуре на тлу данашње Северне Македоније.

## Географија
Горњи Нерези су смештени у северном делу Северне Македоније.
Од најближег већег града, Скопља, насеље је удаљено 8 km западно.
Насеље Горњи Нерези је у северном делу историјске области Кршијак, која обухвата подручје планине Водно.
Село се сместило на северним падинама планине Водно, са изванредним погледом на град Скопље ка северу.
Надморска висина насеља је приближно 580 метара.
Месна клима је континентална.

## Историја
У српској цркви и школи у месту прослављена је 1900. године школска слава Св. Сава. Чинодејствовао је поп Филип Ивковић, а учествовали су и становници села Безева, чија деца похађају ту школу. Светосавски беседу је по резању колача изговорио учитељ Анђелко Ивановић, који је тог пута био и школски домаћин (кум). За идућу годину примио се да буде кум газда Недељко Ристић.

## Становништво
Горњи Нерези су према последњем попису из 2002. године имали 314 становника.
Претежно становништво у насељу су Албанци (90%), а мањина су етнички Македонци (7%). У селу су присутни и Турци и Срби.
Већинска вероисповест је ислам.